# 史憲忠
史宪忠（?—?），字元贞，史宪诚之弟，唐朝将领，本回鹘药罗葛氏，后赐姓史，建康軍（今甘肃省高台县東南）人。
史宪忠年轻时为魏博牙门将。田弘正讨淄青、淮西，史宪忠常为先锋，经历三十战，中流矢，酣斗不止，于是著名。史宪诚表荐他为贝州刺史。太和三年（829年），唐文宗让史宪诚担任河中节度使。史憲誠懼怕魏州牙軍将他扣留，問策於史憲忠，史憲忠建议分相州、衛州置帥设立新节度使，以弱魏州。于是請文宗下詔让李聽率軍借道清河，魏州牙軍驚懼，史憲忠安慰他们。李聽按軍館陶不進。牙軍以为史憲誠出賣自己，乘夜攻殺史憲誠、監軍史良佐，推何進滔為帥。
史宪忠逃奔京师，加检校右散骑常侍、陇州刺史。他在陇州增修亭鄣，将客馆迁到城外，吐蕃的间谍无法侦察。唐武宗会昌年间，筑三原城，吐蕃因此多次犯边。拜史宪忠为泾原节度使以防御，吐蕃遣使来请堕城，愿意把曾经杀过唐使之人安置安置在塞上。史宪忠拒绝：“以前我们没有城。你们犯我土地，怎能禁止我们修城？你们知道杀唐使是罪，应该先取罪人向我们道歉，将无所不得。今与你们约定，前节度使之事一概不问。”吐蕃认为他有理而服气。史宪忠疏泾河导入城隍，积累缗钱十万、粟百万斛，戍边士兵感到合适。党项羌内侵，又调任朔方，唐武宗下诏让他从驿道驰马到屯驻地，史宪忠推辞说：“羌不知我们的用心，于是不自安。如今快速前往，他们知道我军有备，斗志更强，请慢慢前行。”同意了。于是送信给羌人，明示盟约。羌人很高兴，奉酒在道上迎接。
唐宣宗大中元年（847年），突厥残部掠夺唐朝河东的漕米和行商，史宪忠改任振武节度使，率军讨击，大破突厥。前任节度使贪婪，派游弈兵发现戎人有良好的马牛，径直强取，只给十分之一的钱。戎人大怒，因此盗掠边境。史宪忠廉俭少欲，常说：“我居最终河朔，离此三千里，才乘五匹健马。现在守边，发给我们俸禄，不担心没有马，怎忍心强买强卖？”于是这些人都谢恩怀德。封北海县子，检校尚书左仆射，兼金吾大将军。因病请求退休，改左龙武统军。去世，时年七十一岁，赠司空。